# Pojok (Kwadungan)
Pojok is een bestuurslaag in het regentschap Ngawi van de provincie Oost-Java, Indonesië. Pojok telt 2204 inwoners (volkstelling 2010).